# Adema (альбом)
Adema — одноимённый дебютный студийный альбом ню-метал-группы Adema. Издан 21 августа 2001 года лейблом Arista Records и достиг 27-й позиции в Billboard 200. Альбом был сертифицирован «золотым» по версии RIAA 6 марта 2002 года, а в США было продано более 500 тысяч копий. По миру продано более миллиона копий. Главные синглы с альбома — «The Way You Like It» и «Giving In». Пластинка на сегодняшней день остаётся самой коммерчески успешной в истории группы.

## Список композиций
| №   | Название                                    | Длительность |
| --- | ------------------------------------------- | ------------ |
| 1.  | «Everyone»                                  | 3:29         |
| 2.  | «Blow It Away»                              | 3:02         |
| 3.  | «Giving In»                                 | 4:34         |
| 4.  | «Freaking Out» (Adema & Bill Appleberry)    | 3:35         |
| 5.  | «The Way You Like It»                       | 3:39         |
| 6.  | «Close Friends»                             | 3:24         |
| 7.  | «Do What You Want to Do»                    | 3:00         |
| 8.  | «Skin» (Adema, Mike Montano & Eric Jackson) | 3:23         |
| 9.  | «Pain Inside»                               | 3:29         |
| 10. | «Speculum»                                  | 3:32         |
| 11. | «Drowning»                                  | 3:26         |
| 12. | «Trust»                                     | 4:21         |
| 13. | «Shattered» (Japanese Bonus Track)          | 3:09         |

## Участники записи
- Марк Чавес — вокал
- Тим Флаки — гитара, бэк-вокал, клавишные
- Майк Рэнсом — ритм-гитара
- Дэйв ДеРу — бас-гитара, бэк-вокал
- Крис Колс — ударные

## Музыкальный стиль
Альбом был воспринят критиками довольно прохладно. Отмечалось прилизанное модернистское рок-звучание и схожесть с популярными ню-метал коллективами того времени (в частности, с Linkin Park). По мнению Ноэла Гарднера, хотя Марк Чавес выступал против позиционирования группы как ню-метал проекта, творчество коллектива говорит об обратном:

Здесь нет ничего для любителей оригинальности или групп, которые не звучат как Linkin Park. Это пустой триумфализм, изображающий эмпатию подросткам, и это должно прекратиться.
— «NME. Ноэл Гарднер» 12.09.2005

## Чарты
| Чарт (2001)                                   | Высшая позиция |
| --------------------------------------------- | -------------- |
| Великобритания (UK Rock & Metal Albums Chart) | 18             |
| США (Billboard 200)                           | 27             |